# Алі Шамхані
Алі Шамхані (перс. علی شمخانی, романіз. ʿAlī Shamkhānī; араб. علي شمخاني; нар. 29 вересня 1955) — іранський військово-морський офіцер і політик, який обіймав посаду секретаря Вищої ради національної безпеки Ірану з 2013 по 2023 рік. Він був членом Ради доцільності Ірану та політичним радником Верховного лідера Ірану з травня 2023 року.

## Раннє життя та освіта
Шамхані народився 29 вересня 1955 року в Ахвазі, Хузестан, Іран. Його родина має іранське арабське походження. До Іранської революції Шамхані був членом таємного ісламістського партизанського угруповання під назвою «Мансурун» (дослівно «Переможці»), яке брало участь у збройній боротьбі проти династії Пахлаві. Після революції він приєднався до ісламістських моджахедів Організації ісламської революції.  Він вивчав інженерію в Університеті Шахід Чамран в Ахвазі.[6]

## Кар'єра

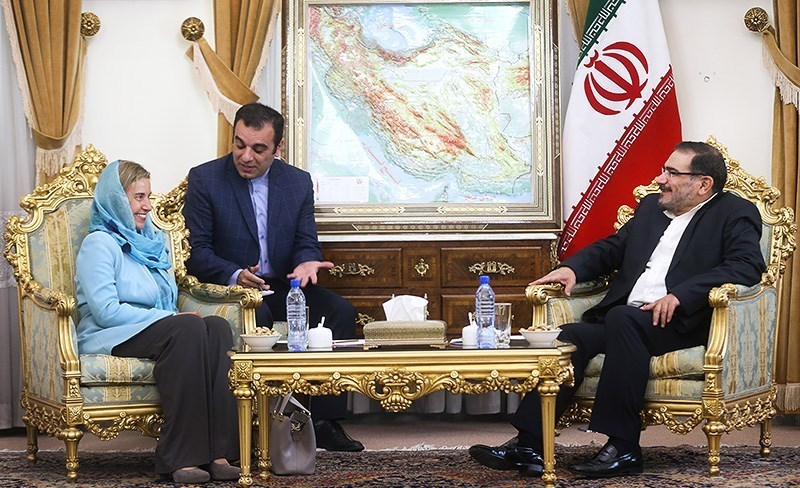
Шамхані поруч із головою зовнішньої політики ЄС Федерікою Могеріні у 2016 році

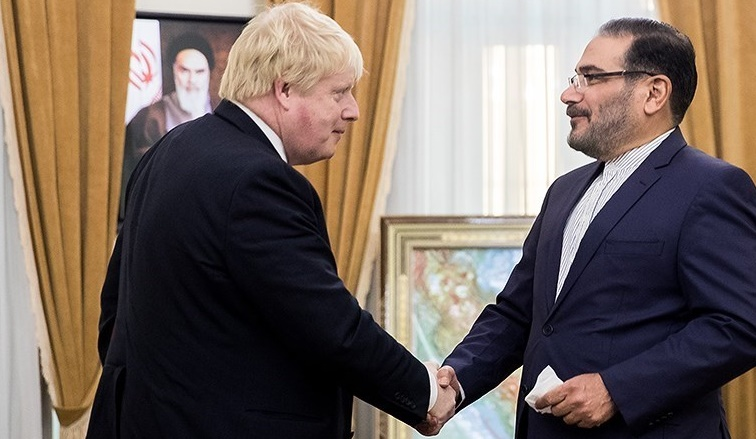
Шамхані з міністром закордонних справ Великої Британії Борисом Джонсоном 10 травня 2017 року

Шамхані служив командувачем військово-морських сил Корпусу вартових ісламської революції Ірану (КВІР) у званні контр-адмірала.  Пізніше він також командував військово-морськими силами Ірану «Артеш» на додаток до військово-морських сил КВІР. У 1988 році його було призначено міністром Корпусу вартових ісламської революції.
Він обіймав посаду міністра оборони та логістики Збройних сил з серпня 1997 року до серпня 2005 року в уряді Мохаммеда Хатамі.  Шамхані на цій посаді замінив Мостафа Мохаммед-Наджар. Шамхані також балотувався на посаду президента Ірану 2001 року, посівши третє місце.
З 2005 по 2013 рік він був директором Центру стратегічних досліджень Збройних сил Ірану. Він також був військовим радником Верховного лідера Ірану аятоли Алі Хаменеї.
10 вересня 2013 року президент Хасан Рухані призначив Шамхані секретарем Вищої ради національної безпеки (ВРНБ) Ірану.
Після того, як 3 січня 2020 року внаслідок авіаудару США загинув керівник сил «Кудс» КВІР Касем Сулеймані під час його подорожі до Багдада, Ірак, Шамхані 6 січня заявив, що відповідь Ірану стане «історичним кошмаром» для США: «Навіть якщо найслабший із цих сценаріїв отримає консенсус, його реалізація може стати історичним кошмаром для американців... Усі сили опору дадуть відсіч», – сказав він інформаційному агентству Fars. SNSC оцінював 13 сценаріїв помсти.
На прес-конференції в Багдаді після зустрічі з іракськими політиками 7 березня 2020 року Шамхані сказав: «Сіоністи проти регіональної безпеки».
Шамхані пішов у відставку з посади головного чиновника служби безпеки країни у травні 2023 року. Газета «Нью-Йорк Таймс» повідомила, що іранський уряд звільнив Шамхані з посади чиновника національної безпеки після перевірки його тісних зв'язків із високопоставленим британським розвідником. Спекуляції щодо його відходу виникли в січні після того, як його колишнього союзника, ірано-британського політика та військового офіцера Алірезу Акбарі, стратили за шпигунство на користь Великої Британії.
У червні 2023 року телеканал Iran International опублікував репортаж, що Шамхані був змушений піти у відставку після того, як стало відомо про його причетність як ключового члена урядового кола, пов'язаного з Наджі Шаріфі-Зіндашті, який нібито очолював картель, що займався викраденнями людей та торгівлею наркотиками у співпраці з КВІР.
У 2025 році Шамхані керував переговорами між США та Іраном, спрямованими на досягнення мирної угоди з ядерної програми.

## Замах на вбивство
Шамхані був важко поранений 13 червня 2025 року внаслідок авіаудару під час серії ізраїльських атак по Ірану в червні 2025 року. Спочатку повідомлялося про його смерть через день, але пізніше було підтверджено, що він все ще живий у лікарні.. Йому ампутували ліву ногу.